# Taricoris
Taricoris is een geslacht van wantsen uit de familie van de Miridae (Blindwantsen). Het geslacht werd voor het eerst wetenschappelijk beschreven door Carvalho in 1981.

## Soorten
Het genus bevat de volgende soorten:

- Taricoris gressitti Carvalho, 1981
- Taricoris wauensis Carvalho, 1981